# Oparbella bicolor
Oparbella bicolor är en spindeldjursart som beskrevs av Roewer 1934. Oparbella bicolor ingår i släktet Oparbella och familjen Solpugidae. Inga underarter finns listade i Catalogue of Life.